# Pseudophytoecia suturalis
Pseudophytoecia suturalis là một loài bọ cánh cứng trong họ Cerambycidae.